# Ana V. Petrova
Ana V. Petrova (n. 1940) és una botànica búlgara. Va realitzar extenses recol·leccions de la flora de Bulgària. Al Reial Jardí Botànic de Kew (Regne Unit) es troben duplicats de tots els espècimens que va recol·lectar. Ha desenvolupat activitats acadèmiques a l'Institut de Botànica de l'Acadèmia Búlgara de Ciències

## Llibres
- Petrova, Ana V. Stefan I. Kožucharov. Almanach na Instituta po Botanika s Botaničeska Gradina pri Bălgarska Akademija na Naukite.  Sòfia: Institut po Botanika s Botaničeska Gradina, 1987, p. 359.